# Laura Sirucek
Laura Sirucek (ur. 5 kwietnia 1990) – szwajcarska siatkarka grająca jako przyjmująca. Obecnie występuje w drużynie VC Kanti Schaffhausen.